# Bientina
Bientina é uma comuna italiana da região da Toscana, província de Pisa, com cerca de 6.115 habitantes. Estende-se por uma área de 29 km², tendo uma densidade populacional de 211 hab/km². Faz fronteira com Altopascio (LU), Buti, Calcinaia, Capannori (LU), Castelfranco di Sotto, Santa Maria a Monte, Vicopisano.

## Demografia
| Variação demográfica do município entre 1861 e 2011                               |
|                                                                                   |
| Fonte: Istituto Nazionale di Statistica (ISTAT) - Elaboração gráfica da Wikipedia |